# Sarin
Sarin, ili NATO oznaka GB (G-serije, ’B’) je organofosforno jedinjenje sa formulom . On je bezbojna, bezmirisna tečnost, koja se koristi kao hemijsko oružje. On je klasifikovan kao oružje za masovno uništenje u UN rezoluciji 687. Proizvodnja i skladištenje sarina je stavljeno van zakona po Konvenciji o hemijskom oružju iz 1993.

## Osobine
Po strukturi i biološkom dejstvu sarin je sličan insekticidima poput melationa, i lekovima poput mestinona, neostigmine i antilirijuma.
Sarin isparava relativno brzo (oko 36 puta brže od nervnog agenta tabuna). I njegova para je takođe bezbojna i bezmirisna. Moguće ga je učiniti trajnijim dodatkom određenih ulja ili prerađevina petroleja
Uskladišteni sarin ne može dugo da traje, nego nekoliko sedmica do nekoliko mjeseci.
Moguće ga je deaktivirati jakim alkalijama, kao što je to slučaj sa ostalim nervnim supstancama. Najčešće se koristi 18 postotni vodeni rastvor natrijum hidroksida.

## Biološke indikacije
Sarin napada nervni sistem živih bića. Kada se stimuliše funkcionalni motorni neuron ili parasimpatetički neuron on otpušta neuroprenosnik acetilholin koji prenosi impuls do mozga. Nakon toga enzim acetilholinesteraza razlaže acetilholin da bi se mišić opustio. Sarin remeti rad nervnog sistema tako što sa holinesterazom gradi kovalentnu vezu na mjestima u kojim bi normalno acetilholin podlegao hidrolizi. Zbog ovoga se nervni impulsi kontinuirano prenose.
Početni simptomi nakon izlaganja sarinu su nos koji curi, stiskanje u grudima. Ubrzo nakon toga osoba ima poteškoće sa disanjem, gubi kontrolu nad telesnim funkcijama, pa povraća i mokri. Udisanje sarina ili dodir sa njim preko kože je jednako opasan. Čak i koncentracija pare je dovoljna da brzo prodire u kožu. Ljudi koji se izlože sarinu, a ne dobiju odgovarajući tretman mogu imati posljedice za čitav život.
Sarin može biti smrtonosan čak i u malim količinama. Smrt može uslijediti i minut nakon direktnog udisanja 0,01 miligrama po kilogramu telesne težine, ako se u kratkom vremenskom roku ne da protivotrov, obično atropin i pralidoksim.

## Proizvodnja i struktura
Sarin je hiralni molekul (tipično racemat), sa četiri supstituenta vezana za tetraedralni fosforni center.  forma je aktivniji enantiomer usled većeg vezivanja za acetilholinesterazu. On se može pripremiti iz metilfosfonil difluorida i smeše izopropil alkohola.
Izopropilamin se dodaje da bi se neutralisao fluorovodonik generisan tokom ove reakcije alkoholIze. Kao binarno hemijsko oružje on se može generisati na licu mesta putem ove reakcije.

## Spoljašnje veze
- „Podaci o bezbednosti”. Архивирано из оригинала 27. 11. 2018. г. Приступљено 25. 12. 2011.
- Pitanja i odgovori